# Bisonte-das-florestas
O Bisão da floresta (Bison bison athabascae) também chamado de bisonte da floresta, búfalo da montanha ou bisão da montanha é uma subespécie ou ecótipo de bisão americano. Sua distribuição geográfica original incluiu grande parte das regiões, do Alasca, Yukon, oeste e noroeste do Canadá, nordeste da Colúmbia britânica, norte de Alberta e noroeste de Saskatchewan. Em comparação com o bisão das planícies, outra subespécie de bisão sobrevivente, o bisão da floresta é maior e mais pesado, com machos grandes tendo mais 900 kg, o que os torna os maiores animais terrestres não só da América do Norte como de todo o continente Americano, o bisão da floresta também é mais alto, possuí pelos mais escuros, chifres maiores e menos pelos em suas pernas dianteiras se comparado com seus parentes das planícies.

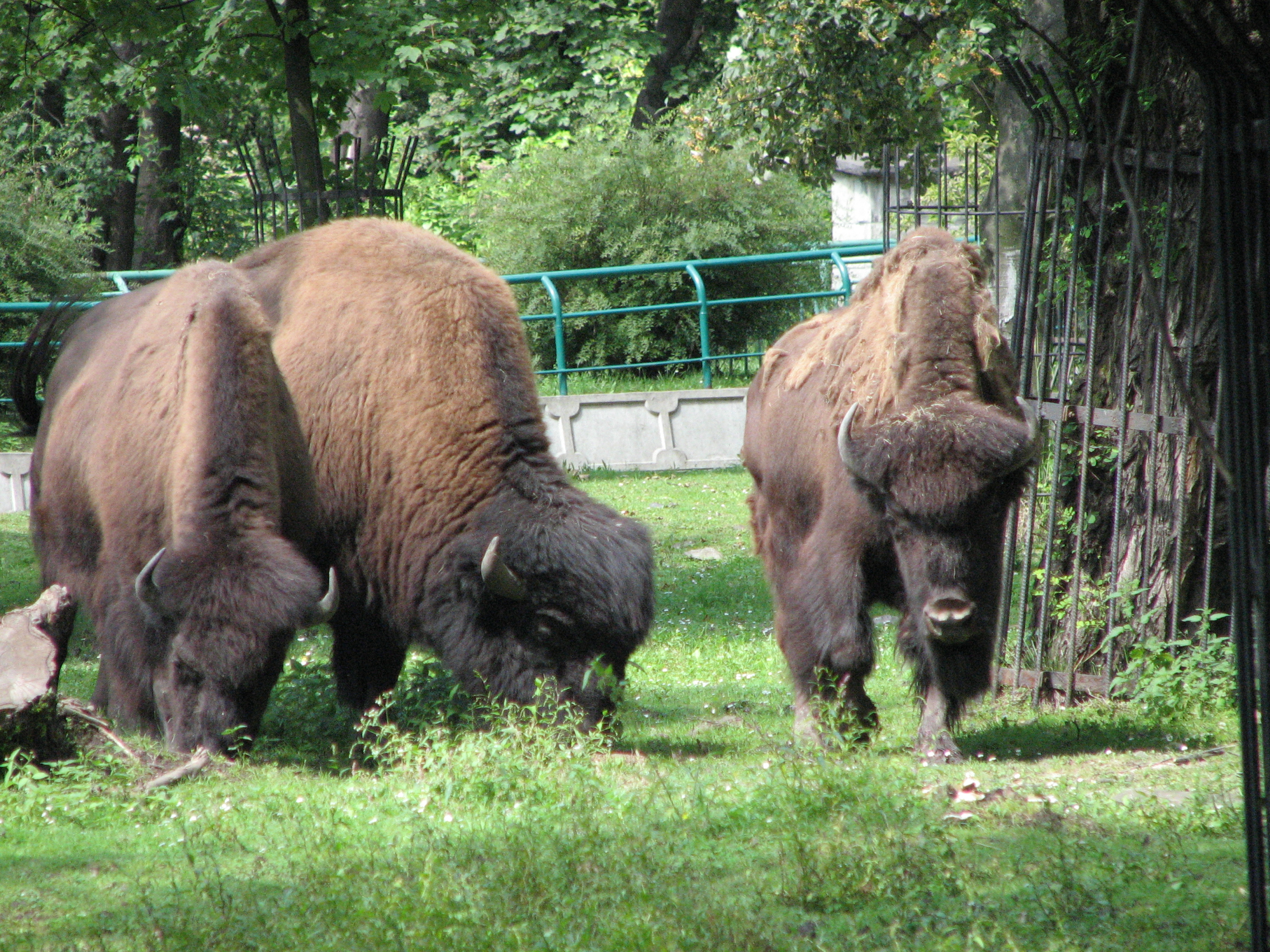
Rebanho de Bisões da floresta em um zoológico na Polônia

## Conservação
Além da perda de habitat e da caça, as populações de bisões da floresta também sofrem com a hibridização por parte de seus primos das planícies, que por sua vez está acabando com a pureza genética da subespécie.
Tal como aconteceu com outros bisões, as populações de bisões da floresta foram devastadas pela caça e outros fatores. No início de 1900, eles eram considerados extremamente raros ou talvez quase extintos. No entanto uma manada de cerca de 200 animais foi descoberta em Alberta no Canadá em 1957. Este rebanho conseguiu se recuperar e hoje soma uma população de 2500 animais, graças a esforços de conservação das agências governamentais canadenses. Em 1988 o comitê sobre os status da vida selvagem do Canadá mudou o status de conservação da subespécie de ''Em perigo'' para ''Quase ameaçada'', onde permanece até hoje.

Atualmente, existem cerca de 7000 bisões da floresta na natureza, localizados nos territórios Canadenses de Yukon, Columbia britanica, Alberta e Manitoba.  